# Iulian Bulai
Iulian Bulai (n. 2 decembrie 1987, Roman, Neamț, România) este un deputat român, ales în 2016, 2020 și 2024.
Părinții acestuia sunt din Tămășeni, iar bunicii din Adjudeni și Rotunda, tot din județul Neamț.

## Educație
A absolvit Liceul Franciscan „Sf. Francisc de Assisi” din Roman. În 2008 a fost admis la Școala de arte Einar Granum din Oslo, Norvegia. În perioada 2009-2012 a fost student al Academiei Naționale de Arte din Oslo, unde a obținut o licență în arte vizuale. A fost student Erasmus la Academia de Arte din Lisabona, în 2011.
A fost admis la studii de masterat în Norvegia și China. În 2012 a început primul an de masterat la China Central Academy of Fine Arts din Beijing, și a continuat studiile de masterat la Academia Națională de Arte din Oslo.
În 2014 își începe studiile la al doilea master, în domeniul relațiilor internaționale și diplomație culturală. Primul semestru l-a petrecut la Berlin, la Institutul de Diplomație Culturală, iar al doilea semestru la Siena, în Italia.

## Activitate profesională
În 2015 lucrează pentru Colegiul Universitar din Oslo, unde a tradus texte din norvegiană-română, română-norvegiană pentru primul examen autorizat pentru interpreți de norvegiană-română.
Din octombrie 2015 până în aprilie 2016 a lucrat ca stagiar în birourile de comunicare ale delegațiilor Uniunii Europene din Islanda și Republica Capului Verde.

## Activitate politică
În 2016 se întoarce în România, unde devine președinte fondator al USR Neamț și candidează la alegerile parlamentare din acel an. A fost ales de către filiala USR Neamț să deschidă lista pentru alegerile parlamentare, iar în urma acestora a fost ales deputat în Parlamentul României.
În primul mandat de deputat a fost membru al Comisiei pentru cultură, arte, mijloace de informare în masă, vicepreședinte al Comisiei pentru egalitatea de șanse dintre femei și bărbați (până în septembrie 2019) și membru al Comisiei pentru afaceri europene (din septembrie 2019). A fost vicelider al grupului parlamentar USR, în perioada februarie – decembrie 2020, și secretar al Camerei Deputaților, în sesiunea parlamentară septembrie 2018 – februarie 2019.
În perioada primului mandat, 2016-2020, a avut 151 de propuneri legislative. Cele mai importante au vizat modificarea legii adopțiilor, legea Magnițki și desființarea unor instituții-fantomă, care sunt finanțate de la bugetul de stat, dar care, de-a lungul timpului, nu au prezentat rapoarte de activitate și care nu și-au dovedit utilitatea în sectorul public: Academia Oamenilor de Știință din România, Academia de Științe Tehnice, Academia de Științe Medicale, Institutul de Studii Avansate pentru Cultura și Civilizația Levantului și Institutul Român pentru Drepturile Omului.
Încă de la începutul primului mandat a militat pentru importanța construirii autostrăzilor A7 (Ploiești – Pașcani) și A8 (Târgu-Mureș – Iași – Ungheni), care să lege regiunea Moldovei de celelalte regiuni istorice ale României, facilitând comunicarea și interacțiunea dintre societatea civilă și autoritățile centrale.
Din ianuarie 2019 este membru al Delegației Parlamentului României la Adunarea Parlamentară a Consiliului Europei. În cadrul APCE este membru al Comisiei de Monitorizare.
În septembrie 2019, la Congresul USR de la Timișoara, a fost ales vicepreședinte al partidului Uniunea Salvați România.
Pentru alegerile parlamentare din 6 decembrie 2020 a fost ales din nou să deschidă lista USR PLUS la Camera Deputaților, în județul Neamț.
Pe 6 decembrie 2020 a câștigat un nou mandat de deputat de Neamț în Parlamentul României. În prezent este președintele Comisiei pentru Cultură, Arte, Mijloace de Informare în Masă și membru în Comisia pentru Afaceri Europene.

## Alte activități
În noiembrie 2020 a deschis în comuna sa natală, Tămășeni, primul Muzeu al Colectivizării din România. Muzeul a fost deschis în casele bunicilor și străbunicilor săi, care au avut de suferit în urma procesului colectivizării din România.

## Viață personală
În februarie 2013 se căsătorește cu Eva Marie, jurnalistă norvegiană, la biserica Romano-Catolică Wangfujing din Beijing. Au împreună 2 copii: Ioachim, născut în 2015 și Ester, născută în 2019.

## Controverse
În decembrie 2019 acesta a făcut în rețeaua Facebook afirmații controversate referitoare la Nașterea Domnului, motiv pentru care Biserica Romano-Catolică din România, cult de care aparține, s-a dezis public de acestea, considerându-le blasfemii. O reacție asemănătoare a avut-o și Biserica Ortodoxă Română. A fost amendat cu 5.000 lei de Consiliul Național pentru Combaterea Discriminării în ianuarie 2021. La momentul respectiv, mai multe voci publice din România, printre care Sorin Ioniță, Gabriel Andreescu, Ovidiu Raețchi și Dan Alexe i-au luat apărarea deputatului Iulian Bulai, considerând că decizia Consiliului Național pentru Combaterea Discriminării nu este una corectă.